# 圖舍蒂國家公園
42°24′36″N 45°29′13″E / 42.41000°N 45.48694°E

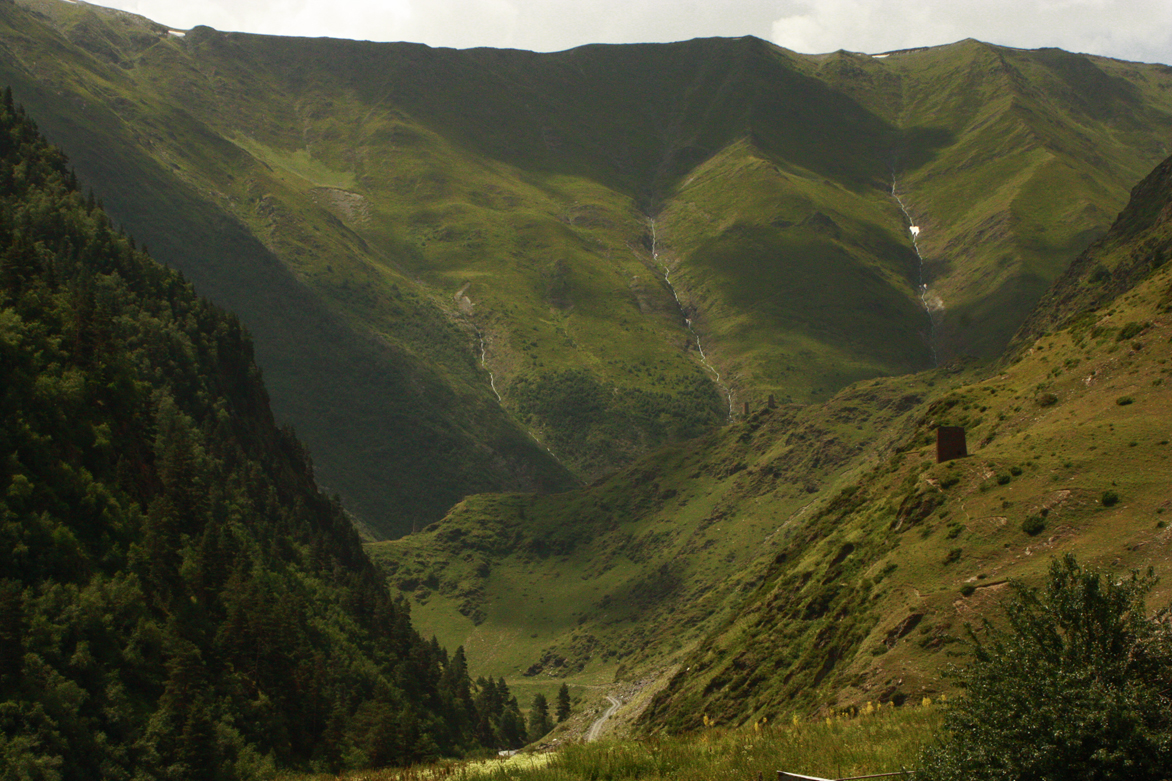

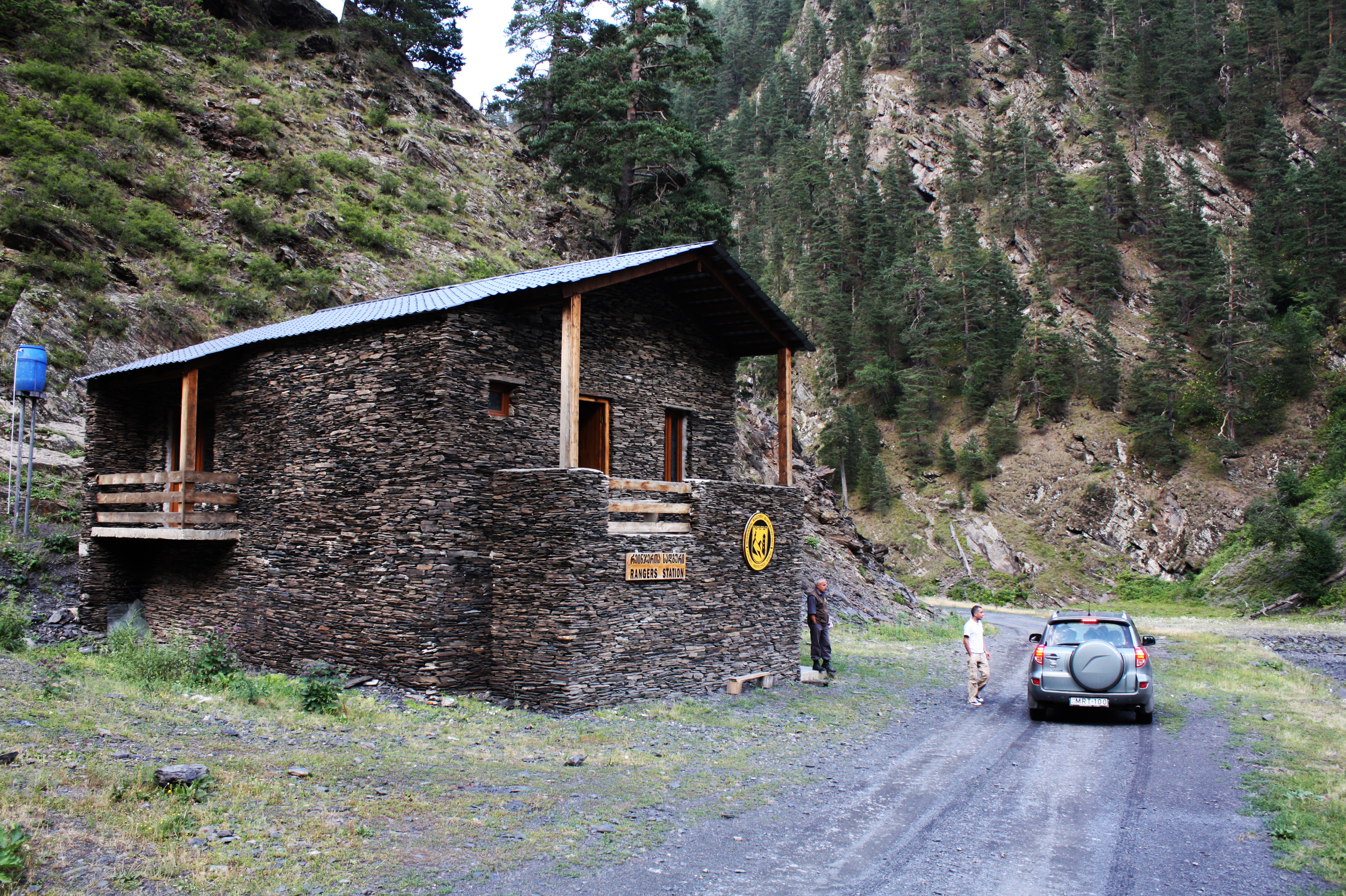

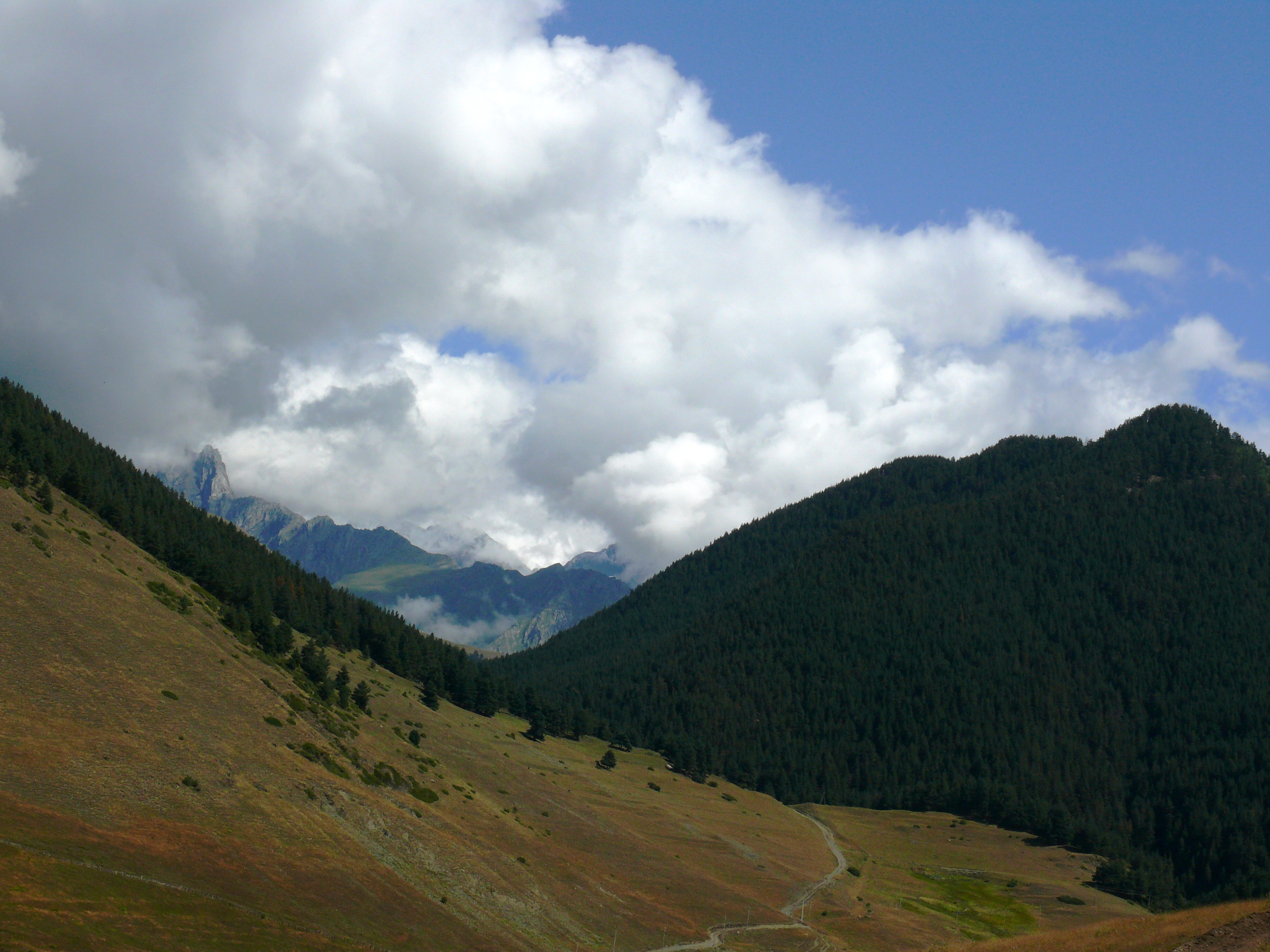

图舍蒂国家公园是格魯吉亞的國家公園，位於該國東部卡赫蒂大区，成立於2003年4月22日，面積830平方公里，有豹、熊、羚羊、鷹、山貓、山羊、狼等野生動物棲息。